# Seznam terorističnih skupin
Seznam najpomembnejših terorističnih skupin na svetu (tudi bivše, razpuščene, uničene).
Opomba: Za imenom teroristične skupine je v oklepaju država izvora oziroma delovanja.

## A
- Albanska nacionalna fronta za Ilirido ( Nemčija)
- Abu Nidal ( Irak)
- Abu Sajaf ( Filipini)
- Al-Aksa brigade mučenikov ( Palestina)
- Al-džihad ( Egipt)
- Al Fatah ( Palestina)
- Al-Gama'a al-Islamija
- Al Kaida (mednarodna)
- Alpha 66 ( ZDA,  Kuba)
- Andecha Obrera ( Španija)
- ANFI ( Nemčija)
- Jezna brigada ( Anglija)
- Ansar Al Islam ( Irak,  Sirija)
- Arabske revolucionarne brigade
- Armenska tajna armada za osvoboditev Armenije ( Libanon, Vzhodna Evropa,  Grčija,  ZDA,  Turčija)
- Asbat al-Ansar
- AUC ( Kolumbija)
- Aum Shinrikyo ( Japonska)

## B
- Bangladeško gibanje džihad ( Bangladeš)
- Branilci rdečih rok ( Severna Irska,  Irska)
- Brigade Abu Hafs al Masri ( Turčija)
- Brigade Islambuli ( Rusija-Čečenija)
- Brigade konjenikov ( Irak)
- Brigade mučenikov Abuja Anesa al Hamija ( Saudova Arabija)
- Brigade mudžahidov

## C
- Contra (Nikaragva)

## Č
- Čečenski mučeniki (Čečenija-Rusija)
- Črni september

## D
- Dev Sol (Turčija)
- Devrimci Sol
- Džama la Islamija (Egipt)

## E
- ELN ( Kolumbija)
- EOKA ( Ciper)
- EROS ( Šrilanka)
- ETA ( Španija)
- Egiptovski islamski džihad ( Egipt)

## F
- FARC (Kolumbija)
- Filipinska komunistična partija (Filipini)
- Frakcija rdeče armade (Nemčija)
- Front de Libération du Quebec (Kanada)
- Front de Libération Nationale (Alžirija)

## G
- GIA

## H
- Hamas (Palestina) (delno priznana teroristična organizacija)
- Harakat ul-Mudžahid (Pakistan)
- Hrvaška revolucionarna bratovščina (Avstralija, SFRJ)

## I
- INFS (Sudan)
- Irska republikanska armada (IRA; Severna Irska, Irska, Velika Britanija)
Nadaljevalna IRA (Continuity IRA)
Prava IRA (True IRA)
- Islamistične brigade ponosa Egipta (Egipt)
- Islamski džihad (Palestina)
- Islamska stranka
- Islamska vojska v Iraku (Irak)
- Islamsko gibanje Uzbekistana (Uzbekistan)

## J
- Jemaah Islamija

## K
- Kach (ZDA)
- Kahana Chai (ZDA)
- Kalistanska osvobodilna sila
- Kalistanska komandoška sila
- Kašmirska osvobodilna fronta (Kašmir)
- Ku Klux Klan (ZDA)
- Kurdska delavska stranka (PPK; Kurdistan, Turčija)
- KOF (Kosovo in Severna Makedonija do leta 2001)

## L
- Ljudska fronta za osvoboditev Palestine (Sirija)
- Lojalistična prostovoljna enota (Severna Irska-Irska)
- LTTE (Šrilanka)
- LVF (Severna Irska-Irska)

## M
- MDRA (Angola)
- Mednarodna islamska legija
- Mednarodne islamistične legije
- Mlada Bosna (Bosna)
- Mohamedova vojska
- Mučeniške brigade Al-Aqsa
- Mudžahidi ljudstva (Iran, sedež v Iraku)
- Muslimanski bratje (Egipt)

## N
- Nacionalna osvobodilna armada (Kolumbija)
- Narodna volja (Rusija)
- Novi tigri Tamila (TNT; Šrilanka)

## O
- Oborožena islamistična skupina
- Oboroženo islamsko gibanje
- Omega 7 (Kuba, ZDA)
- ONA (Makedonija)
- Oranžni prostovoljci (Severna Irska-Irska)
- Organisation de l'armée secrete (OAS; Francija/Alžirija)
- Organizacija mudžahidov Khalk (Iran)
- Osvobodilna narodna armada (Makedonija)
- Osvobodilna organizacija Tamilskega Ealama (Šrilanka)
- Osvobodilni tigri Tamilskega Ealama (Šrilanka)
- Osvobodilna vojska Kosova (OVK, Srbija in Črna gora)
- Osvobodilna vojska Preševa, Medveđe in Bujanovca (OVPMB, Srbija in Črna gora)

## P
- Palestinska osvobodilna organizacija (PLO, Palestina)
- PKK (Turčija)
- Poveljstvo Ljudske fronte za osvoboditev Palestine (Sirija)

## R
- Rdeče brigade (Italija)
- Revolucionarna armada Kolumbije (Kolumbija)
- Revolucionarna organizacija 17. september (Grčija)
- Revolucionarni svet Fataha
- Rijad al-Salihin (Čečenija-Rusija)

## S
- Sendero Luminoso (Peru)
- Separat (Jugoslavija-Sovjetska zveza-Libija)
- Sivi volkovi (Turčija)
- Skupina islamskega džihada (Egipt)
- Svet iraških mudžahidov (Irak)
- Svet šure mudžahidov (Irak)

## Š
- Škotska narodnoosvobodilna vojska (Škotska-Združeno kraljestvo)

## T
- Tamilski revolucionarji (Šrilanka)
- TELO
- Tierra Lleunesa ( Španija)
- Tupac Amaru (Peru)

## U
- UDA (Severna Irska-Irska)
- Ulsterska prostovoljna enota (Severna Irska-Irska)
- Ulsterska obrambna zveza (Severna Irska-Irska)
- Ulsterski borci za svobodo (Severna Irska-Irska)
- UVF (Severna Irska-Irska)

## V
- Vojska pravičnih

## W
- PMC Wagner